# Bistum Grand Rapids
Das in den USA gelegene Bistum Grand Rapids (lateinisch Dioecesis Grandormensis, englisch Diocese of Grand Rapids) ist eine Diözese der römisch-katholischen Kirche mit Sitz in Grand Rapids im Bundesstaat Michigan.

## Geschichte
Das Bistum wurde am 19. Mai 1882 aus Gebieten des Erzbistums Detroit begründet. Es selbst gab in den Jahren 1938 und 1970 Gebiete zur Gründung der Bistümer Saginaw, Gaylord und Kalamazoo ab, so dass es heute die Gebiete von Mason County, Lake County, Osceola County, Oceana County, Mecosta County, Muskegon County, Newaygo County, Montcalm County, Ottawa County, Kent County und Ionia County umfasst.

## Bischöfe von Grand Rapids
1. Henry Richter (1883–1916)
2. Michael Gallagher (1916–1918)
3. Edward D. Kelly (1919–1926)
4. Joseph G. Pinten (1926–1940)
5. Joseph C. Plagens (1940–1943)
6. Francis J. Haas (1943–1953)
7. Allen James Babcock (1954–1969)
8. Joseph M. Breitenbeck (1969–1989)
9. Robert John Rose (1989–2003)
10. Kevin Michael Britt (2003–2004)
11. Walter Allison Hurley (2005–2013)
12. David Walkowiak (seit 2013)